# 中井ノエミ
中井 ノエミ（なかい のえみ）またはNoémie（のえみ、乃絵美、1990年12月2日 - ）は、日本とフランスのハーフの女優、映画監督、女性ファッションモデル、タレントである。

## 来歴
東京都生まれ。クリームインターナショナル事務所に所属している。
映画監督としても活動しており、2017年に初作品となる短編を公開した。
2019年には「Topography of Solitude」で釜山国際映画祭の一環Asian Project Marketで釜山賞を受賞した。
「なみだ先生」こと吉田英史を追った短編ドキュメンタリー「Tears Teacher (なみだ先生)」はニューヨーク・タイムズ紙Op-Docsシリーズの一環として世界的にストリーミングされた。

## 人物
- 日本人の父とフランス人の母をもつハーフ[3]。
- 日本語、フランス語、英語のマルチリンガル。
- フランスのインターナショナル高校卒業、イギリスのノッティンガム大学1学年次修了。
- 慶應義塾大学法学部卒業。
- 早稲田大学国際コミュニケーション研究科卒業。
- 特技は馬術。3歳に初めて馬に乗り、慶應義塾大学体育会馬術部に入部し関東学生等の試合に出る。
- 2018年にロンドンに移住した[4]。

## 出演

### 映画
- HiGH&LOW THE RED RAIN（2016年10月8日、松竹） - 古野 役
- アーミー・オブ・シーブズ （2021年10月29日、Netflix） - ビアトリクス 役

### テレビドラマ
- 終電バイバイ 第3話（2013年1月28日、 TBSテレビ） - ソフィー役
- イタズラなKiss2〜Love in TOKYO〜（2013年3月29日 - 7月13日、フジテレビTWO） - クリスティーヌ・ロビンス役
- 天皇の料理番（2015年4月26日 - 7月12日、TBSテレビ） - シモーヌ 役
- わたしを離さないで（2016年1月29日 - 2月19日、TBSテレビ） - 遠藤真実 役
- 科捜研の女 春スペシャル（2016年4月17日、テレビ朝日） - エリザ・デュポン 役
- デスノート NEW GENERATION（2016年9月16日 - 、Hulu） - J 役
- TOKYO VICE（2022年4月 - 、HBO Max・WOWOW） - 瑠奈 役

### バラエティ
- ネプ&イモトの世界番付（日本テレビ）

### CM
- マツモトキヨシ「アルジェランオーガニックシャンプー」（2012年）
- 資生堂 MAQuillAGE（2014年）
- PlayStation 4 「世界が、遊びでひとつになる」（2014年）
- アサヒビール（2014年）
- Mister Donut（2014年・2015年）
- 森永製菓（2014年）
- 東武鉄道（2015年）

### ミュージックビデオ
- 倖田來未 Slow feat.Omarion
- V6 Supernova
- Rabbit Nikki, 裸人
- Rottengrafty
- EXILE Generations

### ラジオ
- HELLO WORLD（J-WAVE）

## 雑誌
- ゼクシィ(リクルート)
- Volt (徳間書店)
- 赤すぐ（リクルート）
- Snowgirl
- Vogue
- Ar

## 広告
- ヴァーナル
- ナイキ
- Sony Tablet S
- Sony camera
- EMOBILE
- デジタルガレージ
- イオンレイクタウン
- 神戸北野異人館旧レイン邸
- Sevendays
- Benesse
- US Polo Assn ラルフ・ローレン